# 한상렬 (1950년)
한상렬(韓相烈, 1950년 ~ )은 대한민국의 장로교 목회자, 전주고백교회 목사이자 통일운동가이다.

## 주요 이력
한국기독교장로회에서 목사안수를 받았으며, 통일운동가로 활동해 왔다.  6·15 남북 공동선언 10주년을 기념하기 위해, 2010년 6월 12일 정부의 허가 없이 방북하여 70일 동안 체류한 후 8월 20일 귀국하면서 체포되었으며 8월 23일 구속되어 2심에서 징역 3년, 자격정지 3년을 선고받고 3년뒤인 2013년 8월 20일 만기출소하였다. 보호관찰 대상자로서 출소 전 대전교도소에 거주예정지 등의 사항을 신고하지 않았고, 출소 후에도 “양심과 사상, 신념을 감시당하는 보안관찰법에 복종하지 않겠다”는 이유로 관할경찰서장인 전주완산경찰서장에게 출소사실을 신고하지 않았다.  이에 3차례의 출석요구에 응하지 않아, 2014년 8월 25일 오후 9시께 긴급 체포되었고, 24시간 뒤 석방되고 나서 전주지검은 2014년 12월 보호관찰법위반 혐의로 기소했다. 2016년 5월 1심 재판 중에 “처벌을 전제로 한 보호관찰법 규정이 위헌이기 때문에 전체적으로 공소사실을 부인한다”며 재판부에 위헌법률심판제청을 신청하였으나 헌법재판소가 2015년 11월 26일 합헌 결정을 내리면서 상고를 포기했고 2016년 11월 25일 오후 8시께  “보안관찰법 상 신고의무를 인정할 수 없다”는 이유로 전주완산경경찰서에 자진출두했으며, 2시간 뒤인 오후 10시 전주교도소에 입감되어 벌금납부 대신 노역장 유치를 선택했다.

## 약력

### 학력
- 전북대학교 농화학과 학사
- 한신대학교 대학원 목회학과 신학석사
- 한신대학교 신학대학원 신학석사

### 경력
- 1970년대 반유신 운동, 기독청년운동 활동
- 목사 안수
- 선교사로 활동
- 전국민주화운동협의회 의장
- 1986년 : 고백교회 담임목사[3]로 부임
- 민주주의민족통일전국연합 상임지도위원
- 전국민족민주운동연합 중앙 공동의장
- 민족민주운동연합 전라북도지부 의장
- 2002년 : 경기도 양주군 효순미선사건 당시 여중생 범대위 공동대표로 참가
- 2004년 : 대한민국의 대통령 노무현 탄핵시, 탄핵무효 부패정치 청산을 위한 범국민행동을 지도하였다.
- 2004년 : 노무현 탄핵에 반발하여 분신자살한 장창옥 장례위원회(위원장 강민조·한상렬·홍근수 등)의 공동위원장으로 장례식 주관
- 2004년~2007년 : '평택 미군기지 확장 저지'시위 참가
- 2005년 : 통일연대 대표
- 오종렬, 허세욱 등과 한미 FTA 반대운동에 참여
- 2007년 : 한국진보연대 상임고문
- 2010년 6월 : 비밀리에 북한 방북
- 2010년 8월 23일 : 북한을 무단 방문하고 찬양한 혐의로 구속되어, 징역 3년을 선고받고 의왕구치소에 수감[4][5]

## 논란

### 천안함 사건 관련, 정부비판 논란
2010년 6월 12일 조선민주주의인민공화국으로 밀입국한 한상렬은 6월 20일 평양에서 기자회견을 갖고 대한민국의 이명박 대통령을 천안함 침몰 사건의 원흉이라고 지목하는 한편 조선민주주의인민공화국의 김정일 국방위원장을 지혜로운 지도자라고 찬양했다.
6월 22일에는 평양 인민문화궁전에서 내외신 기자회견을 갖고 "천안함 사건은 한미 동맹으로 주도권을 잃지 않으려는 미국과, 선거에 이용하고자 했던 이명박 정권의 합동 사기극"이라면서 "`6.15'를 파탄내고 한미 군사훈련 등으로 긴장을 고조시켜 온 이명박이야말로 천안함 희생 생명들의 살인 원흉"이라고 발언했다.

### 조선민주주의인민공화국 무단 방문 및 발언 문제
6.15 공동 선언 발표 10돌 기념 중앙보고회 보고에 참석하는 등 곳곳을 누비며 여러 부류의 조선민주주의인민공화국측 인사와 접촉하는 등 활발한 행보를 보였다. 6월 14일에는 평양 시내 곳곳에서 열린 6.15 남북 공동선언 10주년 기념행사에 참석했다.
6월 19일에는 쑥섬혁명사적지와 만경대학생소년궁전, 김일성종합대학, 단군릉 등 평양직할시 곳곳을 참관했고, 20일에는 평양 봉수교회에서 열린 일요 예배에 참석해 6.15 선언의 중요성을 강조하는 설교를 했다. 한상렬은 6월 22일 평양 인민문화궁전에서 조선민주주의인민공화국 매체들과 기자회견을 갖고 "현 정권(이명박 정권)은 6.15를 명시적으로 부인한 적이 없다고 하지만 `비핵·개방 3000'이니 뭐니 하는 것은 그 자체가 6.15를 거스르는 것"이라고 대한민국 정부를 비판했다. 이후 학교와 교회, 농장, 사적지, 판문점 등을 두루 방문한 한상렬은 지난달 12일 범청학련 북측 본부 간부들과 면담하고, 16일에는 북한 종교인들과 간담회를 갖는 등 각계 인사들을 지속적으로 만났다.
조선민주주의인민공화국 무단 방문 70일 만인 2010년 8월 20일 판문점을 통해 돌아온 한상렬의 체포 영장을 집행하고 경찰서로 연행되었다. 나중에 그는 인도에 선교한다고 말하여 밀입북했다고 밝혀졌다.

## 가족
- 부인 : 이강실(1959년 11월 8일 ~ , 목회자)[11]

## 같이 보기
- 한국진보연대
- 한국기독교장로회
- 전주고백교회
- 강정구
- 강희남
- 문익환

## 참고 자료
- 손원제 기자, "한상렬 목사 허가없이 방북",《한겨레》, 2010년 6월 13일 작성.